# Região hidrográfica do São Francisco

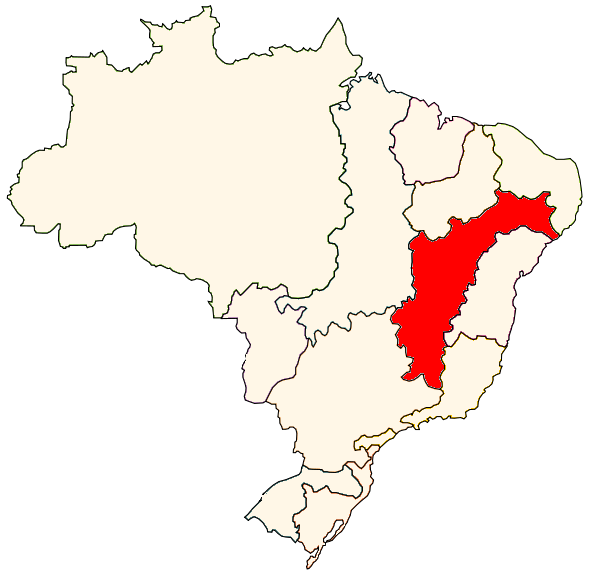
Região hidrográfica do São Francisco.

A região hidrográfica do São Francisco é uma das doze regiões hidrográficas do território brasileiro. Possui uma área de 640.000 quilômetros quadrados (7.52% de todo território nacional) e abrange 7 estados brasileiros.